# Szirák Péter
Szirák Péter (Debrecen, 1966. december 28. –) József Attila-díjas (2004) magyar irodalomtörténész, egyetemi tanár, szerkesztő, kritikus

## Életpályája
1991-ben végzett a Kossuth Lajos Tudományegyetem Bölcsészettudományi Karának magyar-történelem szakán. 1991–1994 között aspiránsként dolgozott. 1993 óta az Alföld szerkesztője.
1994–1998 között tanársegéd, 1998–2000 között adjunktus, 2000–2009 között pedig docens a Kossuth Lajos Tudományegyetem, majd a Debreceni Egyetem Bölcsészettudományi Karának Modern Magyar Irodalom Tanszékén. 1996-tól az ELTE Általános Irodalomtudományi Kutatócsoport tagja. 2003-ban habilitált. 2009-ben megalapította és 2018-ig vezette a Debreceni Egyetem Kommunikáció- és Médiatudományi Tanszékét. 2011-ben akadémiai doktor lett. 2014 óta professzor. Jelenleg a Debreceni Egyetem Magyar Irodalom- és Kultúratudományi Intézetének oktatója, a doktori iskola programvezetője.
Tagja a Magyar Irodalomtörténeti Társaságnak és a Nemzetközi Magyarságtudományi Társaságnak. 2007–2010 között a MAB Szabad Bölcsész Szakbizottságában dolgozott. 2013 óta az MTA Bolyai János Kutatási Ösztöndíj Szakmai Kollégiumának tagja. 2013–2016 között az OTKA (NKFI) Társadalomtudományi Kollégiumának tagja volt. 2015-től a Debreceni Akadémiai Bizottság Irodalom-, Nyelv, Kommunikáció- és Médiatudományi Szakbizottságának elnöke. 2017 óta az MTA Irodalom- és Kultúratudományi Bizottságának tagja.
2013-tól Debrecen irodalmi nagyrendezvényeinek (Költészeti Fesztivál, Ünnepi Könyvhét, Irodalmi Napok) kurátora. 2016. január 1. óta az Alföld folyóirat főszerkesztője.

## Művei
- Grendel Lajos (monográfia, 1995)
- Az Úr nem tud szaxofonozni (1995)
- Az újraértett hagyomány. Az Alföld Stúdió antológiája (társszerkesztő, Keresztury Tiborral és Mészáros Sándorral, 1996)
- Folytonosság és változás. A nyolcvanas évek magyar elbeszélő prózája; Csokonai, Debrecen, 1998 (Alföld könyvek)
- Vándor szövevény. Az Alföld Stúdió antológiája (szerkesztő, 2001)
- A magyar irodalmi posztmodernség. Szöveggyűjtemény (szerkesztő, 2001)
- Pályák emlékezete (beszélgetések irodalomtudósokkal, 2002)
- Kertész Imre (2003)
- Történelem, kultúra, medialitás (társszerkesztő, Kulcsár Szabó Ernővel, 2003)
- Az esztétikai tapasztalat medialitása (társszerkesztő, Kulcsár-Szabó Zoltánnal, 2004)
- Szerep és közeg. Medialitás a magyar kultúratudományok 20. századi történetében (társszerkesztő, Oláh Szabolccsal és Simon Attilával, 2006)
- Juvenilia I. Debreceni bölcsész diákkörösök antológiája (társszerkesztő, Kovács Zoltánnal, 2006)
- Örkény István. Pályakép; Palatinus, Bp., 2008
- Szótér. Az Alföld Stúdió antológiája (társszerkesztő, Fodor Péterrel, 2008)
- A forradalom ígérete? Történelmi és nyelvi események kereszteződései; szerk. Bónus Tibor, Lőrincz Csongor, Szirák Péter; Ráció, Bp., 2014 (Ráció-tudomány)
- Ki említ megérkezést? A régi és a két világháború közötti magyar irodalmi útirajzról; Ráció, Bp., 2016 (Ráció-tudomány)
- "Helyretolni azt". Tanulmányok Örkény lstvánról; szerk. Palkó Gábor, Szirák Péter; PIM, Bp., 2016 (PIM studiolo)
- Az elvesztett falu, SZÉPIRODALMI FIGYELŐ, 2016/3, pp. 32–38.
- Kisformák hálózata: mintázat és egyediség Esterházy Péter írásművészetében, In: Szilágyi, Zsófia; Szabó, Gábor (szerk.) Hagyomány és fordulópont, Magvető Kiadó (2017) pp. 44–54.
- A képzelet kitalálása. A fikcióteremtés jellegzetes módja Mándy Iván életművében, In: Bengi, László; Vörös, István (szerk.) Séta közben, Magyar Irodalomtörténeti Társaság (2018) pp. 119–125.
- Kimondottan kimondatlan : Hallgatás-mozzanatok és idézet-effektusok a Termelési-regényben. PRAE: IRODALMI FOLYÓIRAT (1585-5112 ): 2018/2 pp 92–102 (2018)
- A kívüliség ígérete. Tersánszky Józsi Jenő: Kakuk Marci. TEMPEVÖLGY: KULTÚRA MŰVÉSZET TUDOMÁNY (1789-9265 ): 2019/1 pp 63–69 (2019)

## Díjai, kitüntetései
- Juhász Géza-díj (1990)
- Alföld-díj (1992)
- Móricz Zsigmond-ösztöndíj (1995)
- Széchenyi professzor ösztöndíj (2000-2003)
- a József Attila Kör díja (2004)[1]
- József Attila-díj (2004)
- Mestertanár Aranyérem (2009)
- Balassa Péter-díj (2014)
- A Debreceni Egyetem BTK Emlékérme (2019)
- Csokonai-díj (2021)
- Baumgarten-díj (2022)
- Magyar Arany Érdemkereszt (2023)